# Vlastimir
Vlastimir 836-863, en serbe cyrillique Властимир est un prince serbe, fondateur de la dynastie des Vlastimirović. Il est l'arrière-arrière-arrière-arrière-petit-fils du Prince de Serbie Blanche qui a guidé les Serbes de Lusace vers l'Empire Byzantin pour le défendre.
Son père est Prosigoj. Vlastimir est père de trois fils, Mutimir, Strojimir, Gojnik, ainsi que d'une fille, qui épouse le prince Krajina (en), fils de Beloje (en), duc de Travonie.

## Révolte contre Constantinople
Les Byzantins ne sont alors pas puissamment installés en Serbie, disposant seulement de mercenaires dans leurs places fortes, alors que les princes serbes ont d’importantes forces armées ainsi qu'une importante autorité administrative et juridique sur la population. Cette situation, au lieu d’apaiser la population serbe, pousse certains princes hostiles aux missionnaires chrétiens à organiser un mouvement d’indépendance totale vis-à-vis de Constantinople. Vers la fin du règne de Vlastimir, les forces anti-byzantines s’organisent, et les princes reçoivent l’aide des marchands qui souffraient le plus des taxes byzantines. 
Les forces anti-byzantines profitent de la guerre en orient de Byzance pour faire leur coup de force, en quelques semaines. Tous les missionnaires byzantins, ainsi que leurs places fortes, sont aux mains des Serbes. Les Byzantins sont totalement surpris par cette rapidité d’exécution.

## Guerre contre les bulgares
Mais les Bulgares ont acquis leur autonomie vis-à-vis de Byzance avant les Serbes. Considérant leur destin d’unir sous leur bannière tous les Slaves du sud, ils décident d’attaquer la Serbie. Pendant trois ans de suite, ils portent toutes leurs forces contre la Serbie.
Pour les combattre, les Serbes décident de rester retranchés dans leurs forêts et leurs montagnes, et les Bulgares, en territoire ennemi, ne peuvent jamais occuper une seule place forte serbe. Au bout des trois années de guerre, ils abandonnent l’idée d’unité des Slaves du sud. La résistance serbe démontre la puissance de l'État serbe de Vlastimir (qui rassemble le Monténégro, l'Herzegovine ainsi que la Rascie et la vallée de la Morava) de l'époque, la Bulgarie est alors une puissance qui fait trembler Constantinople.

## Fin du règne de Vlastimir
Après la victoire des anti-Byzantins sur les Bulgares, Vlastimir devient Prince de tous les Serbes, et connaît une fin de règne paisible.